# Dusona fervida
Dusona fervida är en stekelart som först beskrevs av Tosquinet 1903.  Dusona fervida ingår i släktet Dusona och familjen brokparasitsteklar. Inga underarter finns listade i Catalogue of Life.